# Cámara de combustión de cinco techos

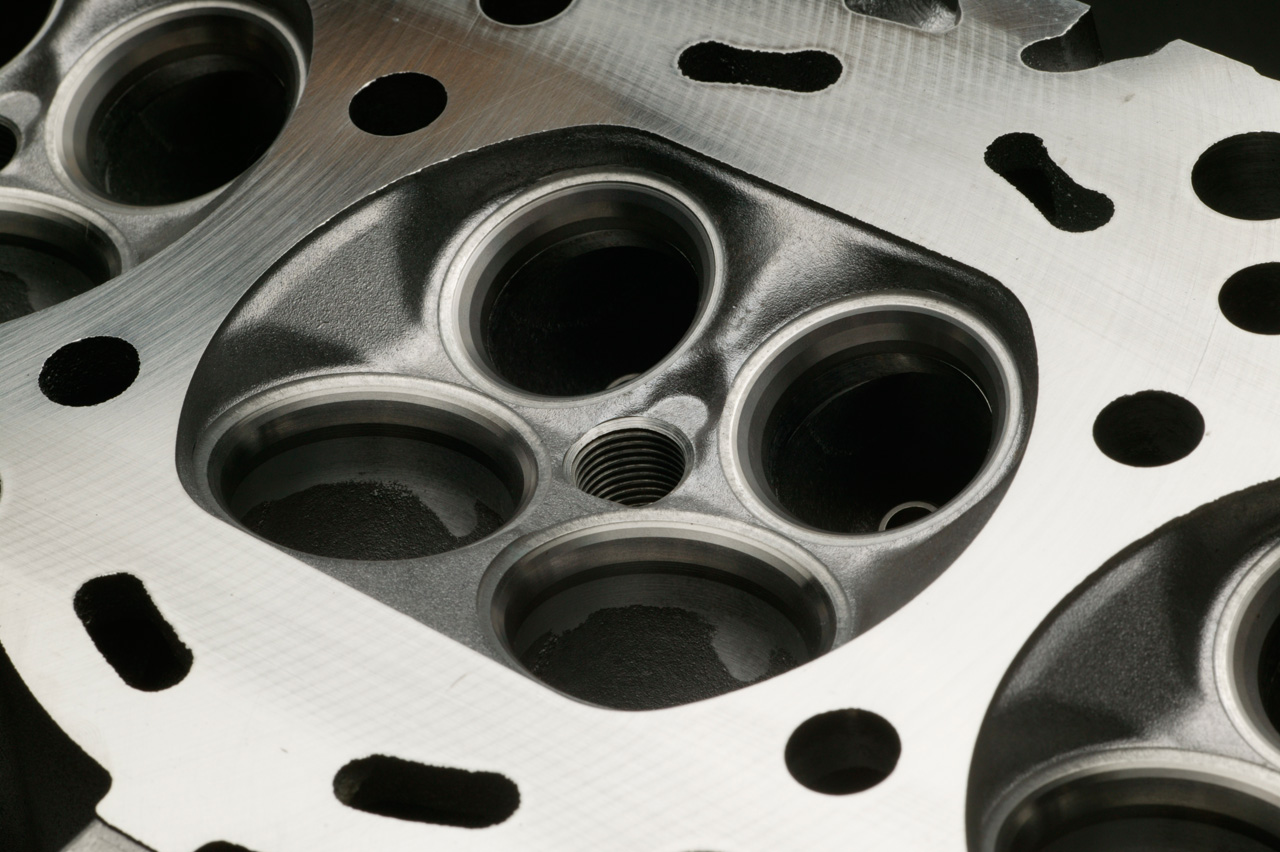
Culata del motor Nissan VQ35DE

En diseño de motores de explosión, se denomina cámara de combustión de cinco techos (o también cámara penta o culata penta) a una disposición de la parte que recubre la parte superior del cilindro común en los motores que usan cuatro válvulas por cilindro. Entre las ventajas de este tipo de culata se encuentra un tiempo de combustión más rápido de la mezcla de aire y combustible.
La bóveda que recubre el cilindro, en el caso de los motores de cuatro válvulas por cilindro, está configurada por la intersección de cinco superficies planas (los cinco techos que le dan nombre): cuatro planos oblicuos laterales, donde se sitúan los dos orificios de admisión y los dos de expulsión del conjunto de las cuatro válvulas, y un plano horizontal superior donde se sitúa el orificio de la bujía (o en algunos casos, el inyector de combustible). 
Es similar en concepto al motor hemi, tanto en diseño como en propósito, pero por lo general las culatas hemisféricas se limitan a solo dos válvulas, sin requerir el uso de un conjunto de accionamiento de las válvulas más complejo.
El diseño del motor penta de cuatro válvulas fue inventado por Peugeot de Francia para ser utilizado por primera vez en la carrera de las 500 Millas de Indianápolis de 1911. 
El motor con culata penta (también denominado en inglés pentroof) es el diseño más común entre los fabricantes de motores de cuatro válvulas por cilindro de potencia unitaria relativamente alta, tanto para motores de competición como para motores de turismos. 